# Erich Kock
Erich Bernhard Kock (* 19. September 1925 in Münster; † 14. Januar 2016 in Köln-Müngersdorf) war ein deutscher Schriftsteller, Publizist und Autor zahlreicher Sachbücher, Biographien, Kurzgeschichten, Dokumentationen und Porträts in Film und Fernsehen.

## Familie
Erich Kock wuchs im Münsteraner Kreuzviertel und besuchte das Gymnasium Paulinum. Sein Vater starb, da war Kock gerade elf Jahre alt. Seine erste Ehefrau, mit der er zwei Kinder hatte, starb mit 32 Jahren. Kock heiratete erneut, war sechsfacher Vater und lebte mit seiner Familie in Köln-Müngersdorf.

## Leben
Erich Kock war als Soldat in Ungarn und in Kriegsgefangenschaft in Bordeaux. Im Stacheldrahtseminar von Chartres begann er bei Abbé Franz Stock das Studium der katholischen Theologie, Philosophie und Germanistik. Ab 1953 arbeitete er journalistisch, zunächst für Zeitungen und Zeitschriften. Später ging er zum Rundfunk und schuf für das Fernsehen mehr als 100 Filme zu theologischen, kunst- und zeitgeschichtlichen Themen und veröffentlichte und etliche Bücher. Er verfasste Schriften über Persönlichkeiten der Geschichte und Gegenwart wie Heinrich Böll, Julien Green, Reinhold Schneider, Dompropst Bernhard Lichtenberg, Abbé Franz Stock, Franziska Schervier und den seligen Nikolaus Groß. Mit Nelly Sachs, Julien Green, Robert Spaemann, Ernst Jünger, Lew Kopelew, Gabriel Marcel und Josef Pieper war er befreundet. Er war ein persönlicher Freund von Joseph Ratzinger, dem späteren Papst Benedikt XVI., und engagierte sich jahrzehntelang als Autor in der von Ratzinger mitbegründete katholische Zeitschrift „Communio“. Im Jahr 1977 wurde Kock mit dem Katholischen Journalistenpreis ausgezeichnet.
Von 1961 bis 1968 unterstützte er Heinrich Böll als dessen persönlicher Sekretär und Berater. Er war wesentlich mit Recherchen an den Werken „Ansichten eines Clowns“ und „Ende einer Dienstfahrt“ beteiligt. Später war er 22 Jahre lang für den Deutschen Caritasverband tätig und war vom 1. September 1971 bis 30. September 1990 Chefredakteur der Zeitschrift Caritas in NRW. 1990 erhielt er den „Silbernen Brotteller“ des Deutschen Caritas-Verbandes.
Kock veröffentlichte auch unter den Pseudonymen Leo Bretelle und Georg Clamor.
Erich Kock wurde am 21. Januar 2016 auf dem Gemeindefriedhof in Köln-Müngersdorf beigesetzt.

## Werke (Auswahl)
- Zwischen uns sei Wahrheit. Paulus, Recklinghausen 1959
- Unterdrückung und Widerstand. Fünf Jahre deutsche Besetzung in den Niederlanden 1940 - 1945. Kulturamt der Stadt Dortmund o. J. [1960]. Reihe: Dortmunder Vorträge, 35 ZDB-ID 452487579
- mit Heinrich Böll: Unfertig ist der Mensch (= Werk und wir. Jahresgabe. 1967, ZDB-ID 543178-5). Mensch und Arbeit, München 1966.
- Flandrisches Evangelium. Auf den Spuren von Felix Timmermans. Lahn, Limburg 1976, ISBN 3-7840-2625-7.
- Franziska Schervier. Zeugin einer dienenden Kirche (= Topos-Taschenbücher. Bd. 52). Matthias Grünewald, Mainz 1976, ISBN 3-7867-0580-1.
- Der Zorn des Mitleids. Erinnerungen an Heinrich Böll. Katholische Akademie Schwerte 1981.
- Dein Kleid ist Licht. Rembrandt malt den Glauben. Lahn-Verlag, Limburg 1977, ISBN 3-7840-2627-3.
- Er widerstand. Bernhard Lichtenberg, Dompropst bei St Hedwig, Berlin. Morus, Berlin 1996, ISBN 3-87554-302-5.
- Abbé Franz Stock. Priester zwischen den Fronten. (= Topos-Taschenbücher. Bd. 261). Matthias-Grünewald-Verlag, Mainz 1996, ISBN 3-7867-1971-3
- Und schrieb auf, was ich sah ..., Edition Cardo, Bd. 108, Koinonia Oriens, Köln 2005, ISBN 3-936835-19-5

## Ehrungen und Auszeichnungen
- Preis der Presse und der Kritik, Festival der UNDA, Monte Carlo (1963)
- Silberne Taube, Festival der UNDA, Monte Carlo (1966)
- Förderstipendium des Landes NRW (1976)
- Journalistenpreis (1977)
- Silberner Brotteller des Deutschen Caritasverbandes (1990)